# N端

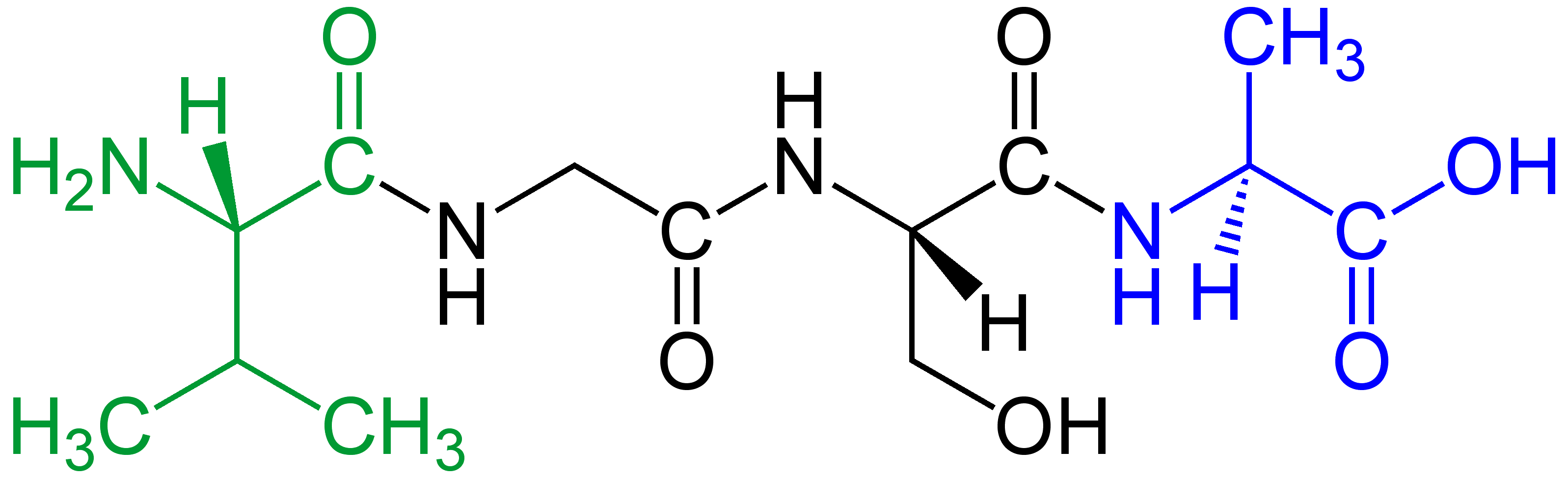
一個四肽分子（序列：纈氨酸-甘氨酸-絲氨酸-丙氨酸）。其N端用綠色標記，而C端則由藍色標記

N端（亦作N-端），又稱氮端、氨基端，指多肽鏈具有遊離的α氨基的末端。在轉譯過程中，多肽鏈是從N端往C端合成的，因而在書寫多肽序列時，從N端開始書寫，從左到右寫到C端。